# Resolució 166 del Consell de Seguretat de les Nacions Unides
La Resolució 166 del Consell de Seguretat de les Nacions Unides, aprovada el 25 d'octubre de 1961, després d'examinar l'aplicació de la República Popular de Mongòlia per a ser membre de les Nacions Unides, el Consell va recomanar a l'Assemblea general que la República Popular de Mongòlia fos admesa.
En la votació nou votaren a favor i els Estats Units es van abstenir. La República de la Xina no hi va participar.